# Die Tonkunst
Die Tonkunst ist ein Magazin für klassische Musik und Musikwissenschaft, das vom gleichnamigen Verein mit Sitz in Weimar herausgegeben wird.
Ab Januar 2003 erschien Die Tonkunst zunächst als monatliches Online-Magazin; nach 45 monatlichen Ausgaben wurde das Magazin in eine Printausgabe umgewandelt. Ende 2009 wurde der gleichnamige Verein gegründet, der seit Januar 2010 als Herausgeber fungiert.
Ein Merkmal des Magazins sind die exklusiven Themenbereiche, die jedes Heft eröffnen. Seit 2024 ist es sowohl als Druckausgabe als auch digital erhältlich.
Von 2012 bis 2020 befand sich die Redaktion im gemeinsamen Institut für Musikwissenschaft Weimar-Jena der Hochschule für Musik Franz Liszt Weimar und der Friedrich-Schiller-Universität Jena. Seit 2020 ist sie am Musikwissenschaftlichen Seminar der Universität Heidelberg angesiedelt.